# لا هویا (تگزاس)
لا هویا، تگزاس(به انگلیسی: La Joya, Texas) شهری در ایالت تگزاس از ایالات جنوبی ایالات متحده آمریکا است. در سرشماری سال ۲۰۰۰، جمعیت این شهر ۳۳۰۳ نفر اعلام شد.